# Geminio Ognio
Geminio Ognio   (Recco, 13 de desembre de 1917 - Roma, 28 d'octubre de 1990) va ser un nedador i waterpolista italià que va competir durant les dècades de 1940 i 1950.
Com a nedador guanyà cinc campionats nacionals, en els 400, 1.500 i 4x200 metres lliures, però on va destacar més fou en el waterpolo. El 1948 va prendre part en els Jocs Olímpics de Londres, on va guanyar la medalla d'or en la competició de waterpolo. Quatre anys més tard, als Jocs de Hèlsinki guanyà la medalla de bronze en la mateixa competició. També guanyà el Campionat d'Europa de waterpolo de 1947.